# Sangerd
Sangerd (persiska: سنگرد) är en ort i Iran.   Den ligger i provinsen Khorasan, i den nordöstra delen av landet, 600 km öster om huvudstaden Teheran. Sangerd ligger 1 283 meter över havet och antalet invånare är 575.
Terrängen runt Sangerd är platt åt nordost, men åt sydväst är den kuperad.Runt Sangerd är det ganska glesbefolkat, med 29 invånare per kvadratkilometer. Närmaste större samhälle är Kalāteh-ye Now Bahār, 16,3 km norr om Sangerd. Omgivningarna runt Sangerd är i huvudsak ett öppet busklandskap.